# Carditochama mindoroensis
Carditochama mindoroensis is een tweekleppigensoort uit de familie van de Chamidae. De wetenschappelijke naam van de soort is voor het eerst geldig gepubliceerd in 1996 door Matsukuma.